# Eerste Divisie
A Eerste Divisie (em português:  Primeira Divisão), é uma competição de futebol dos Países Baixos, equivalente a segunda divisão do país. A competição, que é organizada pela Real Associação de Futebol dos Países Baixos (KNVB), está abaixo da Eredivisie (elite de futebol holandês) e acima da Tweede Divisie (terceira divisão), e cede clubes para essas competições através do sistema de acesso e rebaixamento. O nome oficial do campeonato é Keuken Kampioen Divisie, por conta do patrocinador principal da liga, uma loja de móveis para cozinha. Até a edição de 2017–18, a segunda divisão holandesa era conhecida como Jupiler League, também pelo mesmo motivo.
É disputada anualmente desde 1956, e o formato de jogo é de uma liga, jogam todos contra todos, uma vez em seu estádio, e a outra em campo rival. De 20 equipes participantes, o campeão e o vice da liga garante o acesso automaticamente para a Eredivisie. A terceira e última vaga para a elite do futebol holandês é preenchida por meio de uma repescagem disputada por sete times: seis da Keuken Kampioen Divisie e um da Eredivisie.

## Campeões
A seguir temos a lista de todos os campeões da Eerste Divisie, desde sua primeira temporada em 1956–57:
| Temporada | Vencedor                                | Vice                                    |
| --------- | --------------------------------------- | --------------------------------------- |
| 1956–57   | ADO / Blauw Wit                         | Alkmaar '54 / Stormvogels               |
| 1957–58   | Willem II / SHS                         | DFC / Stormvogels                       |
| 1958–59   | FC Volendam / Sittardia                 | Leeuwarden / Stormvogels                |
| 1959–60   | GVAV / Alkmaar '54                      | Vitesse / DFC                           |
| 1960–61   | FC Volendam / Blauw Wit                 | De Volewijckers / DHC                   |
| 1961–62   | Heracles / Fortuna Vlaardingen          | Excelsior / DHC                         |
| 1962–63   | DWS                                     | Go Ahead                                |
| 1963–64   | Sittardia                               | Telstar                                 |
| 1964–65   | Alkmaar                                 | Blauw Wit                               |
| 1965–66   | Sittardia                               | Xerxes                                  |
| 1966–67   | Volendam                                | NEC Nijmegen                            |
| 1967–68   | Holland Sport                           | AZ                                      |
| 1968-69   | SVV                                     | Haarlem                                 |
| 1969–70   | Volendam                                | Excelsior                               |
| 1970–71   | FC Den Bosch                            | GVAV                                    |
| 1971–72   | Haarlem                                 | AZ                                      |
| 1972–73   | Roda JC                                 | PEC Zwolle                              |
| 1973–74   | Excelsior                               | Vitesse                                 |
| 1974–75   | NEC Nijmegen                            | FC Groningen                            |
| 1975–76   | Haarlem                                 | VVV-Venlo                               |
| 1976–77   | Vitesse                                 | PEC Zwolle                              |
| 1977–78   | PEC Zwolle                              | MVV Maastricht                          |
| 1978–79   | Excelsior                               | FC Groningen                            |
| 1979–80   | FC Groningen                            | Volendam                                |
| 1980–81   | Haarlem                                 | SC Heerenveen                           |
| 1981–82   | Helmond Sport                           | Fortuna Sittard                         |
| 1982–83   | DS                                      | Volendam                                |
| 1983–84   | MVV Maastricht                          | FC Twente                               |
| 1984–85   | SC Heracles                             | VVV-Venlo                               |
| 1985–86   | FC Den Haag                             | PEC Zwolle                              |
| 1986–87   | Volendam                                | Willem II                               |
| 1987–88   | RKC                                     | Veendam                                 |
| 1988–89   | Vitesse                                 | Den Haag                                |
| 1989–90   | SVV                                     | NAC                                     |
| 1990–91   | De Graafschap                           | NAC                                     |
| 1991–92   | Cambuur                                 | BVV Den Bosch                           |
| 1992–93   | VVV-Venlo                               | SC Heerenveen                           |
| 1993-94   | Dordrecht '90                           | NEC Nijmegen                            |
| 1994–95   | Fortuna Sittard                         | De Graafschap                           |
| 1995–96   | AZ                                      | Emmen                                   |
| 1996–97   | MVV Maastricht                          | Cambuur                                 |
| 1997–98   | AZ                                      | Cambuur                                 |
| 1998–99   | FC Den Bosch                            | FC Groningen                            |
| 1999–00   | NAC Breda                               | FC Zwolle                               |
| 2000–01   | FC Den Bosch                            | Excelsior                               |
| 2001–02   | FC Zwolle                               | Excelsior                               |
| 2002–03   | ADO Den Haag                            | Emmen                                   |
| 2003–04   | FC Den Bosch                            | Excelsior                               |
| 2004–05   | Heracles Almelo                         | Sparta Rotterdam                        |
| 2005–06   | Excelsior                               | VVV-Venlo                               |
| 2006–07   | De Graafschap                           | VVV-Venlo                               |
| 2007–08   | Volendam                                | RKC Waalwijk                            |
| 2008–09   | VVV-Venlo                               | RKC Waalwijk                            |
| 2009-10   | De Graafschap                           | Cambuur                                 |
| 2010–11   | RKC Waalwijk                            | PEC Zwolle                              |
| 2011–12   | PEC Zwolle                              | Sparta Rotterdam                        |
| 2012–13   | Cambuur                                 | Volendam                                |
| 2013–14   | Willem II                               | Dordrecht                               |
| 2014–15   | NEC Nijmegen                            | Eindhoven                               |
| 2015–16   | Sparta Rotterdam                        | VVV-Venlo                               |
| 2016–17   | VVV-Venlo                               | Jong Ajax                               |
| 2017–18   | Jong Ajax                               | Fortuna Sittard                         |
| 2018–19   | Twente                                  | Sparta Rotterdam                        |
| 2019–20   | Cancelado devido a Pandemia de COVID-19 | Cancelado devido a Pandemia de COVID-19 |
| 2020–21   | Cambuur                                 | Go Ahead Eagles                         |
| 2021–22   | Emmen                                   | Volendam                                |
| 2022–23   | Heracles Almelo                         | Zwolle                                  |
| 2023-24   | Willem II                               | Groningen                               |